# Isabel Cristina Rincón Rodríguez
Isabel Cristina Rincón Rodríguez (Bucaramanga, 19 de julio de 1968) es una administradora de empresas, alta ejecutiva e investigadora colombiana. Doctora en Administración de Empresas de SMC University, doctora en Ciencias Empresariales de la  Universidad de Nebrija (España), tiene el título de Maestría en Administración con énfasis en Finanzas en Instituto Tecnológico de Estudios Superiores de Monterrey - UNAB y magíster en Administración de la Universidad Autónoma de Bucaramanga.
Trabajó en instituciones gubernamentales como el Instituto Nacional de Vigilancia de Medicamentos y Alimentos (INVIMA) y la Alcaldía de Bucaramanga, así como en instituciones privadas como Ecogas, Ecopetrol y Organización La Esperanza, también es una reconocida investigadora sénior de Colciencias y se ha desempeñado en diferentes cargos directivos en entidades educativas como Universidad EAN (antes Escuela de Administración y Negocios - EAN), Universidad Autónoma de Bucaramanga (UNAB), Universidad Santo Tomás, Universidad Industrial de Santander (UIS), Universidad del Sinú y Universidad de Santander (UDES).
En 1999 fue víctima del secuestro del vuelo 9463 de Avianca,
En 2010 fue considerada en el top de las 10 mujeres con mayores logros gerenciales del departamento de Santander.  También fue galardonada y premiada como mujer ejecutiva de 2013 y recibió la «Orden al Mérito Ejecutivo Gran Cruz Gaseosas Hipinto» por su trayectoria empresarial y logros gerenciales en el departamento.

## Publicaciones

### Libros
- Caracterización de la salud en Córdoba y Montería: hacia la competitividad de los territorios. Colombia 2017.  ISBN: 978-958-8553-35-1.
- Liderazgo empresarial: Camino hacia la transformación empresarial. Colombia 2017.  ISBN: 978-958-8553-36-8.
- Visiones Sociojurídicas de la Sociedad Contemporánea, Venezuela 2016. ISBN: 978-980-427-020-8.
- Empresas Autopartes Colombia, Casos de Estudio Empresas y Empresario. Colombia 2010. ISBN: 958-815-320-4.
- Momentos de Esperanza - Devocional. Colombia 2013. ISBN: 23227761.
- Liderazgo Empresarial. Colombia 1996.
- Gestión de Conocimiento. Perspectiva Multidisciplinaria. Venezuela 2018. ISBN: 978-980-7494-63-2.
- Liderazgo empresarial: camino hacia la transformación empresarial. Colombia 2018. ISBN: 9789588553559.
- Preparación, Formulación y Evaluación de Proyectos para las Empresas Competitivas. Colombia 2017.  ISBN: 978-958-8553-40-5.
- Alternativa de desarrollo educativo, caso universidad del Sinú - Elías Bechara Zainúm. Colombia 2018. ISBN: 978-958-8553-76-4.
- Liderazgo empresarial. Camino hacia la transformación empresarial. Colombia 2018. ISBN: 978-958-8553-36-8.
- Casos De Estudio: Empresas y Empresarios. Colombia 2010. ISBN: 958-8153-20-4.

### Capítulos de libros
- Vialidad de mercado del Sector Salud en Córdoba y Montería, 2017.
- Análisis del Sector Salud en Córdoba y Montería como industria, 2017.
- Caracterización de la salud en Córdoba y Montería: Hacia la competitividad de los territorios, 2017.
- Problemas y retos del sector salud, 2017.
- Cadena de Valor Sector Salud en el Departamento de Córdoba y Montería, 2017.
- El Sector de la Salud en el Departamento de Córdoba y Montería, 2017.
- La Universidad del SINU y la investigación en la Región, 2017.
- Contextualización del Sector de la Salud en Colombia, 2017.
- Una aproximación a la gestión del conocimiento organizacional basada en los recursos: un análisis de la literatura y aproximación a un estudio de caso, 2018.
- Perspectivas de la labor docente: un espacio de reflexión sobre el carácter sociopolítico del hacer contenidos docentes de vanguardia, 2018.
- Transferencia de conocimiento en las empresas del sector aeronáutico y su impacto en la gestión del conocimiento. Perspectiva multidisciplinaria, 2018.
- Satisfacción y clima laboral como generadores de la gestión del conocimiento en los trabajadores de los puntos de ventas de la cadena de restaurante de emparedados de Montería - Córdoba - Colombia, 2018.
- Las criptomonedas: una mirada desde la óptica de los empresarios colombianos, 2020.
- Once Principios para Ser Mejor, 2017.
- Liderazgo vs Poder, 2017.
- El Liderazgo y sus Estilos, 2017.
- Mitos y Realidades Empresariales, 2017.
- El Empresario como Líder, 2017.
- La Universidad del SINU y la Investigación en la Región, 2017.
- El Profesional Empresario, 2017.
- Líderes Exitosos, 2017.
- El que Tiene el Conocimiento Tiene el Poder, 2017.
- Emprendimiento empresarial: alternativa de desarrollo en las regiones de Colombia, 2020.
- La calidad: componente diferenciador en la gestión empresarial, 2020.
- La competitividad como problema económico político y social, 2017.
- Comprendiendo la pobreza: de la visión economicista a la complejidad multifactorial, 2017.
- La competitividad como problema económico político y social, 2016.